# Dählchen
Dählchen ist ein Ortsteil im Stadtteil Paffrath von Bergisch Gladbach. 

## Geschichte
Der Name Dählchen greift die alte Gewannenbezeichnung Am Dählchen auf, die das Urkataster am Weg von Paffrath nach Huve (Hufer Weg) verzeichnet.

## Etymologie
Der Flurname Dählchen wird bereits im 15. Jahrhundert in den Formen Thal, Daele und Dellen erwähnt und ist aus dem mittelhochdeutschen telle (= Schlucht) hervorgegangen. Das Diminutiv Dählchen wird als Geländebezeichnung für eine flache kleinere Bodensenkung im Gelände bzw. für einen Hohlweg oder eine Talmulde herangezogen. Beim hier vorliegenden Dählchen handelte es sich vermutlich um einen Hohlweg, der auch als Lichgaß (Leichengasse) bekannt war, die hier verlief.